# Dzierzążnia (gromada)
Dzierzążnia (w momencie utworzenia Dzierząźnia) – dawna gromada, czyli najmniejsza jednostka podziału terytorialnego Polskiej Rzeczypospolitej Ludowej w latach 1954–1972.
Gromady, z gromadzkimi radami narodowymi (GRN) jako organami władzy najniższego stopnia na wsi, funkcjonowały od reformy reorganizującej administrację wiejską przeprowadzonej jesienią 1954 do momentu ich zniesienia z dniem 1 stycznia 1973, tym samym wypierając organizację gminną w latach 1954–1972.
Gromadę Dzierząźnia (przez -ź-) z siedzibą GRN w Dzierząźni (w obecnym brzmieniu Dzierzążnia) utworzono – jako jedną z 8759 gromad na obszarze Polski – w powiecie płońskim w woj. warszawskim, na mocy uchwały nr VI/10/14/54 WRN w Warszawie z dnia 5 października 1954. W skład jednostki weszły obszary dotychczasowych gromad Dzierząźnia, Dzierząźnia Nowa, Gumowo, Pluskocin, Pomianowo, Sarnowo-Góry, Sarnowo Nowe i Wierzbica Pańska ze zniesionej gminy Sarnowo w tymże powiecie. Dla gromady ustalono 16 członków gromadzkiej rady narodowej.
31 grudnia 1959 do gromady Dzierzążnia przyłączono obszar zniesionej gromady Starczewo Wielkie w tymże powiecie (bez wsi Maława-Kowale i Zbyszno).
31 grudnia 1961 do gromady Dzierzążnia przyłączono wieś Pomianowo-Dzierki z gromady Piączyn w powiecie płockim w tymże województwie.
Gromada przetrwała do końca 1972 roku, czyli do kolejnej reformy gminnej. 1 stycznia 1973 w powiecie płońskim utworzono gminę Dzierzążnia.